# IC 3198
IC 3198 је појединачна звијезда у сазвјежђу Береникина коса која се налази на листи објеката дубоког неба у Индекс каталогу.
Деклинација објекта је + 26° 21' 59" а ректасцензија 12h 21m 31,2s.